# Iomus recentus
Iomus recentus är en mångfotingart som beskrevs av Ralph Vary Chamberlin 1950. Iomus recentus ingår i släktet Iomus och familjen fingerdubbelfotingar. Inga underarter finns listade i Catalogue of Life.